# Ludwig Tieck
Johann Ludwig Tieck, född 31 maj 1773 i Berlin, död 28 april 1853 i Berlin, var en tysk poet, romantiker, bror till Christian Friedrich Tieck.

## Bakgrund
Tieck tog starkt intryck av sin mors kärlek till folksagodiktningen och sin fars intresse för teatern. Redan som barn visade han upp en stor begåvning och hans lärare använde honom som avskrivare och medarbetare i enklare rövar- och riddarberättelser.
1792 begav han sig till Halle och senare till Göttingen och Erlangen för att studera. Hans mentala tillstånd vid denna tid var dystert då han misströstade både sig själv och det liv han levde. Den svärmiske Wilhelm Heinrich Wackenroder förde honom in på romantikens uppfattning. Den katolska kulten, Nürnbergs historiska konstverk och särskilt Albrecht Dürer gjorde starkt intryck på honom.

## Arbete hos Nicolai
För att tjäna sitt levebröd tvingades han att arbeta för boktryckaren och tidningsutgivaren Christoph Friedrich Nicolai i Berlin. I dennes berättelsebibliotek "Straussfedern" skrev Tieck mellan 1795 och 1798 femton noveller som enligt Nicolais krav hånade den fantasifulla och känslosamma sidan hos människan, som inte var uppskattad under upplysningen. Det gällde även romanen Peter Leberecht som han skrev 1795-1796. Till schicksalsdramatiken hör hans skådespel Karl von Berneck (1793).
Om splittringen i hans själ mellan den förståndsmässiga och verklighetsnyktra Berlinuppfattningen och den gryende romantiska åskådningen vittnar romanen Geschichte des herrn William Lovell (1795-1796), som i ofta pinsamma scener skildrar, hur en ung man går under i njutningar och brott.

## Samarbete med Wackenroder
Frigörelsen från Nicolai och strävandet att följa den egna uppfattningen visas i
Volksmärchen (1797), där Tieck återberättade sagorna om bland andra Haimonsbarnen, Magelone och Melusina. Han utvecklade en romantisk stämningskonst, som visas speciellt i dramat Ritter Blaubart ("Riddar Blåskägg", 1810) och den av Tieck själv uppfunna Der blonde Eckhert, vars patologiskt hemska karaktär var kännetecknande för Tieck.
Tiecks och Wackenroders arbeten för konsten blev av stor betydelse. Herzensergiessungen eines kunstliebenden klosterbruders från 1797 som Tieck skrev en sjundedel av, Wackenroders Phantasien über die kunst från 1799 som Tieck gav ut och den av de båda planerade, av Tieck ensamt skrivna romanen Franz Sternbalds wanderungen från 1798, innehöll svärmiska naturskildringar, religiösa och konstdiskussioner, i vilka medeltidens och Dürers konstverk tolkades med andakt och beundran i ungdomligt svävande bilder.
Den nazarenska skolan med Friedrich Overbeck och Peter von Cornelius, bröderna Boisserées historisk-fosterländska konstverksamhet och bröderna Grimms filologiska arbete tog impulser från Tiecks och Wackenroders arbeten.
Med skarp satir vände sig Tieck mot den hatade filiströsa och platta litterära uppfattningen i de litterära läsdramerna Der gestiefelte kater (1797, Mästerkatten), Prinz Zerbino (1799) och Die verkehrte welt, som blev förebilder för många senare likartade verk. I dessa och i andra arbeten visade sig Tiecks intryck främst av bland andra de samtida kritiska medkämparna bröderna August Wilhelm och Friedrich von Schlegel samt Novalis i främsta rummet, men även av de studier av filosofi och främmande litteratur som den romantiska kretsen bedrev.
Tiecks Romantische dichtungen (2 band, 1799) innehöll bland annat Leben und Tod der heiligen Genoveva, som visade intryck från Pedro Calderón de la Barca, Lope de Vega, William Shakespeare och Jacob Böhme, där hänförelsen för gammal konst och gammal tro, folklig sägenmystik och medeltidsdrömmeri skapade ett av inriktningens mest karakteristiska verk.
Kaiser Octavianus (1802), med en prolog i melodisk vers gav honom hans poetiska uppfattning (Mondbeglänzte zaubernacht).

## Poetiskt overksam kritiker
I och med dessa arbeten gjorde Tieck ett avbrott i sina poetiska alster och gav tio år senare ut Phantasus (3 band, 1812-1816) i delvis omarbetat skick och försett med en berättande och resonerande ram av stor självinsikt. Under den poetiskt overksamma tiden sysslade Tieck med studier av medeltidens litteratur och främmande dramatik, framför allt Shakespeare. Under den perioden bodde han nästan hela tiden hos sin vän Friedrich August Ludwig von Burgsdorff.
1819 flyttade han till Dresden, där han 1825 blev dramaturg vid hovteatern, men drog sig 1830 tillbaka på grund av det massiva motstånd han mötte. Tieck hade nämligen under denna tid av efterromantik såväl i kritiker som genom positiv litterär verksamhet beträtt andra banor. Han gick över till att skriva noveller och skapade flera dels moderna och dels historiska berättelser.
De innehöll framför allt samtal om tidsfrågor av estetisk, religiös och samhällelig karaktär, och skildrade brett och vederhäftigt flera olika händelser och karaktärer. Bland dessa fanns Dichterleben (1825; Skaldelivet, med Shakespeare som hjälte), Der Aufruhr in den Cevennen (1826, ofullbordad), som skildrade kamisardernas strid under Ludvig XIV, Tod des Dichters (1833, om Camões), Die gemälde, Der gelehrte, Des Lebens überfluss, Die Verlobung, Der Wassermann, Die reisende och Die Gesellschaft auf dem Lande.
Han översatte även romanen Vittoria Accorombona från italienska (1840).
Hans kritiska verksamhet i Dresden, där han bekämpade modeförfattarna för teatern i Dramaturgische Blätter (1826), omtryckta i Kritische Schriften (1848-1852), kompletterades med hans berömda uppläsningar av världslitteraturens dramatiska mästerverk.

## Ålderdomen
När han blev äldre drabbades han av flera sorger. 1837 dog hans hustru och 1841 hans dotter Dorothea. Han kallades kort därefter till Berlin av kung Fredrik Vilhelm IV, som frikostigt sörjde för hans ålderdom.

## Utmärkelser
Asteroiden 8056 Tieck är uppkallad efter honom.

## Övriga verk
Bland Tiecks övriga originalarbeten finns de lyriska Gedichte (1821-1823) och han hade även stor betydelse som översättare. Redan 1799 tolkade han Cervantes Don Quijote. Han bidrog till den forntyska poesins popularisering med Minnelieder aus der schwäbischen zeitalter (1803) och Frauendienst (1812) och till dramatikens utveckling med Altenglisches theater (1811), Deutsches theater (1817) och Shakespeares vorschule (1823-1829). August Wilhelm Schlegels Shakespeareöversättning och flera skådespel som översattes av hans dotter Dorothea och greve Baudissin, gavs ut av Tieck i 9 band 1823-1833. Han gav även ut Novalis (1802), Maler Müller (1811), Heinrich von Kleist och Solger (1826) och Lenz (1826). 
Tieck var en innerlig och fantasifull diktare rik på uppslag, men trots sin oerhörda mångsidighet lyckades han aldrig bli ledande som nationell skald.
Han hade ett stort inflytande på den svenska nyromantiken och flera mindre av hans arbeten översattes i dåtida kalendrar och tidningar.